# Perseo con la cabeza de Medusa
Perseo con la cabeza de Medusa, también denominada el Perseo de Cellini, es una escultura realizada en bronce por Benvenuto Cellini. Es considerada una de las obras cumbre de la escultura manierista italiana y una de las estatuas más famosas de la Piazza della Signoria en Florencia, Italia.
Desde el primer momento, el Cellini sabía cuál iba a ser el emplazamiento de su estatua. El propio artista describió la fundición del Perseo del siguiente modo en su autobiografía:

[...] presa de intensa fiebre y de las llamas del taller, azotando un vendaval de lluvia el molde y el horno, cuajado el bronce por súbito enfriamiento, asustados y despavoridos los presentes, reanimando el semimoribundo escultor el fuego con troncos de leña y mejorando el metal en fusión con toda su vajilla de estaño y, como dice Marco, entre la fiebre, el delirio, el incendio y el vendaval que arrecian en aquella tremenda noche de locura artística de un genio, se oye un trueno formidable, a la vez que deslumbra la escena un relámpago cegador, verdadero fiat lux de aquel génesis de una estatua, y ese milagro de la voluntad crea un prodigio de alta inspiración… Perseo quedó hecho.

## Descripción estética
La escultura es conformada por dos cuerpos humanos: un hombre de pie sobre un cuerpo femenino sin cabeza. El hombre se encuentra desnudo, tiene el cabello rizado y corto. Lleva un casco con alas sobre la cabeza. Su rostro enfadado, mantiene una dirección recta hacia al suelo, de modo que el espectador situado ante ella puede observar su cara. Su mano derecha porta una espada larga horizontalmente, mientras que la mano izquierda sujeta en lo alto la cabeza de la mujer que derrama sangre por el cuello. El cuerpo femenino, se encuentra desnudo y acostado con una posición contorsionada. Su ropa se encuentra debajo, entre su cuerpo y una superficie plana. Y de su torso también mana sangre. La escultura representa a Perseo y Medusa; Perseo la acaba de decapitar con la espada que empuña en la mano derecha, mientras que con la mano izquierda sostiene triunfante la cabeza de la Gorgona tomada por su cabellera.
En la nuca de la estatua se puede observar un autorretrato de Cellini. El casco forma las cejas, la nariz y la forma de la cara, mientras que el pelo de la nuca de Perseo es la barba de Cellini. El rostro de Medusa fue construido a partir del modelo del rostro de uno de los aprendices del autor, hecho que aclara en su autobiografía de esta manera: 

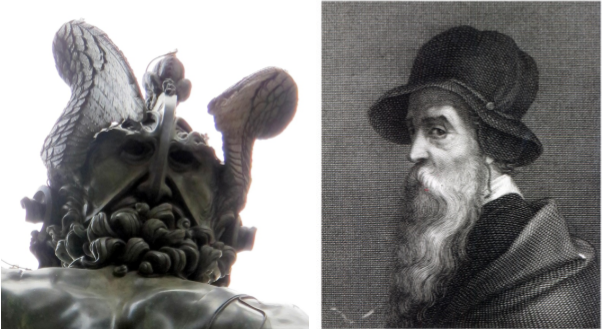
Cabeza de Perseo vista desde atrás y el Retrato de Benvenuto Cellini de Giorgio Vasari

Solo tenía unos malos aprendices, entre los cuales había uno muy hermoso; era hijo de una meretriz llamada Gambetta.  Me serví de aquel muchacho para copiarlo, porque no tenemos otros libros que nos enseñen el arte, sino la naturaleza.

## Mitología griega
La escultura es una representación del mito griego, donde Polidectes quería deshacerse de Perseo para seducir a su madre, Dánae. Así que un día le explicó que las Gorgonas eran horrendas y monstruosas, sobre todo Medusa. Polidectes ordenó a Perseo que fuera en busca de Medusa y que le cortara la cabeza, y así obedeció Perseo. Se fue de Grecia hasta Sicilia, donde dos hadas le dieron un espejo con el que se protegería de la imagen de Medusa, una espada para cortar su cabeza, un saco para guardarla, unas sandalias aladas para que pudiera volar y un casco que lo hiciera invisible al usarlo. Al cumplir su mandato, de la sangre de Medusa nació un Pegaso en el que se fue volando.

## Técnica
La escultura está realizada en bronce fundido a la cera perdida, una técnica sobre la que Cellini tuvo que realizar varios ensayos y bocetos preparatorios que todavía se conservan. El escultor creó su primer boceto en tierra y fue terminado con un grosor de alrededor de un dedo y, tras ser cocido, aplicó la cera. Ahuecó la escultura para que fuera más ligera y se vació su contenido interior, perforando los costados, hombros y piernas. Los agujeros que quedaron tras haber terminado toda la capa de cera, los redujo de nuevo hasta dejarles la abertura deseada a cada orificio. Posteriormente sobre la cera colocó barro y después tres capas de tierra para fundirla por fin. Colocó respiraderos para dejar salir la cera y un orificio en la parte superior, por donde vertió el bronce derretido. Después repasó la pieza con un cincel para marcar los detalles. El resultado final de este Perseo supone un logro de la escultura en bronce. Su inauguración fue en la Loggia della Signoria, donde sigue colocada en la actualidad.

## Estilo
Directamente relacionada con el tema de la escultura vecina Judith y Holofernes, de Donatello, que en realidad difiere profundamente de las obras de comienzos del Renacimiento, son adheridas al titanismo típico del período manierista, cuando los escultores imitaron las grandes obras de Miguel Ángel.
Es considerada una de las obras del estilo manierista en Italia, principalmente por ser una escultura que representa contorsiones corporales. El manierismo, comenzado desde el Renacimiento, ya daba elementos propios del estilo que se conformó propiamente en el siglo XVI. Se distingue por que representaba contorsiones corpóreas, expresión y psicología. El manierismo fue un estilo para cortesanos y sofisticados, manifiestamente ingenioso y muy alejado de la natural sencillez.

## Ubicación
Su inauguración fue en la Loggia della Signoria, donde sigue colocada en la actualidad. Junto al Perseo se encuentra la escultura Rapto de las Sabinas, de Giambologna. Además de pertenecer a un mismo espacio geográfico, se asimilan por utilizar el estilo manierista al representar la contorsión con cuerpos desnudos, e incluso la elaboración de ambas parten de mitos de la Antigüedad Clásica. A unos veinte metros de la Loggia della Signoria, se encuentra la Piazza della Signoria, donde fueron colocadas algunas esculturas como el Monumento Ecuestre de Cosme I Medici (1594), obra también de Giambologna, Neptuno (1563-75) de Bartolomeo Ammannati, Judith y Holofernes (copia) de Donatello (1455-60), el David (copia) de Miguel Ángel (1504) y Hércules y Caco de Baccio Bandinelli (1533).
Al contrario que su pedestal, la estatua que se observa en la actualidad es la original, que solo fue trasladada en 1998 para realizarle una profunda limpieza y restauración.

## Interpretaciones de la obra
La escultura de Perseo fue encargada por Cosme I después de su toma de posesión como duque de la ciudad; fue realizada entre 1545 y 1554. Desde antes de la restauración de los Médici en 1512, algunos miembros de la familia habían usado el retrato para establecer vínculos históricos con el pasado que justificaran su poder presente. Cosme I repitió su imagen como forma de propaganda para que otorgaran credibilidad a su posición como gobernante, según John T. Paoletti.
El conjunto de obras encargadas por los Médici tiene presente una temática similar, en su mayoría son obras realizadas a partir de los mitos Antiguos. Como, Erwin Panofsky menciona, la recuperación de mitos por el arte no es algo propio del Renacimiento, de hecho ya eran recuperados durante la Antigüedad Clásica. Sin embargo, durante la Edad Media la representación de deidades Antiguas se aminoro, debido a que la religión antigua ya no era practicada en plena Edad Media. Sin embargo Panofsky advierte que el movimiento renacentista presente desde el siglo IV retomó estilos y temáticas ocupados durante la antigüedad. Algunos artistas retomaron algunas esculturas Antiguas para presentar discursos teológicos, sustituyeron personajes antiguos por personajes cristianos y al final, la obra emitía un discurso totalmente distinto del que emitía la escultura inicial.
Por otro lado, Chokeanand Bussarakampakom dice que:

[la] comparación entre el mundo clásico y el moderno era una manera de concebir el gobierno desde el reflejo de lo antiguo. Sin embargo, la concepción del mundo en el siglo XVI crea nuevas formas y nuevas maneras de representar el mundo que, si bien pueden encontrar inspiración en el repertorio de la antigüedad, han configurado ya características estilísticas o formales propias. El mundo de la corte de las monarquías europeas adquiere su propia tipología en la creación de objetos

 como lo son las obras encargadas por los Médici.

## Pedestal
La estatua está posada sobre un alto pedestal rectangular de dos metros, creado junto con la estatua de Perseo en 1545 y 1554. Fue reemplazado en el siglo XX por una copia. Posee una variedad de adornos característica de la orfebrería: guirnaldas, cariátides, máscaras y bucráneos. Además de un bajorrelieve y cuatro pequeños bronces de las divinidades relacionadas con el mito de Perseo.
Está conformado por cuatro caras, cada una con una figurilla  de bronce con decoraciones de flores hechas de yeso. La primera figurilla es Mercurio , la segunda es Dánae y su hijo Perseo, la tercera es Minerva  y la cuarta es Júpiter .

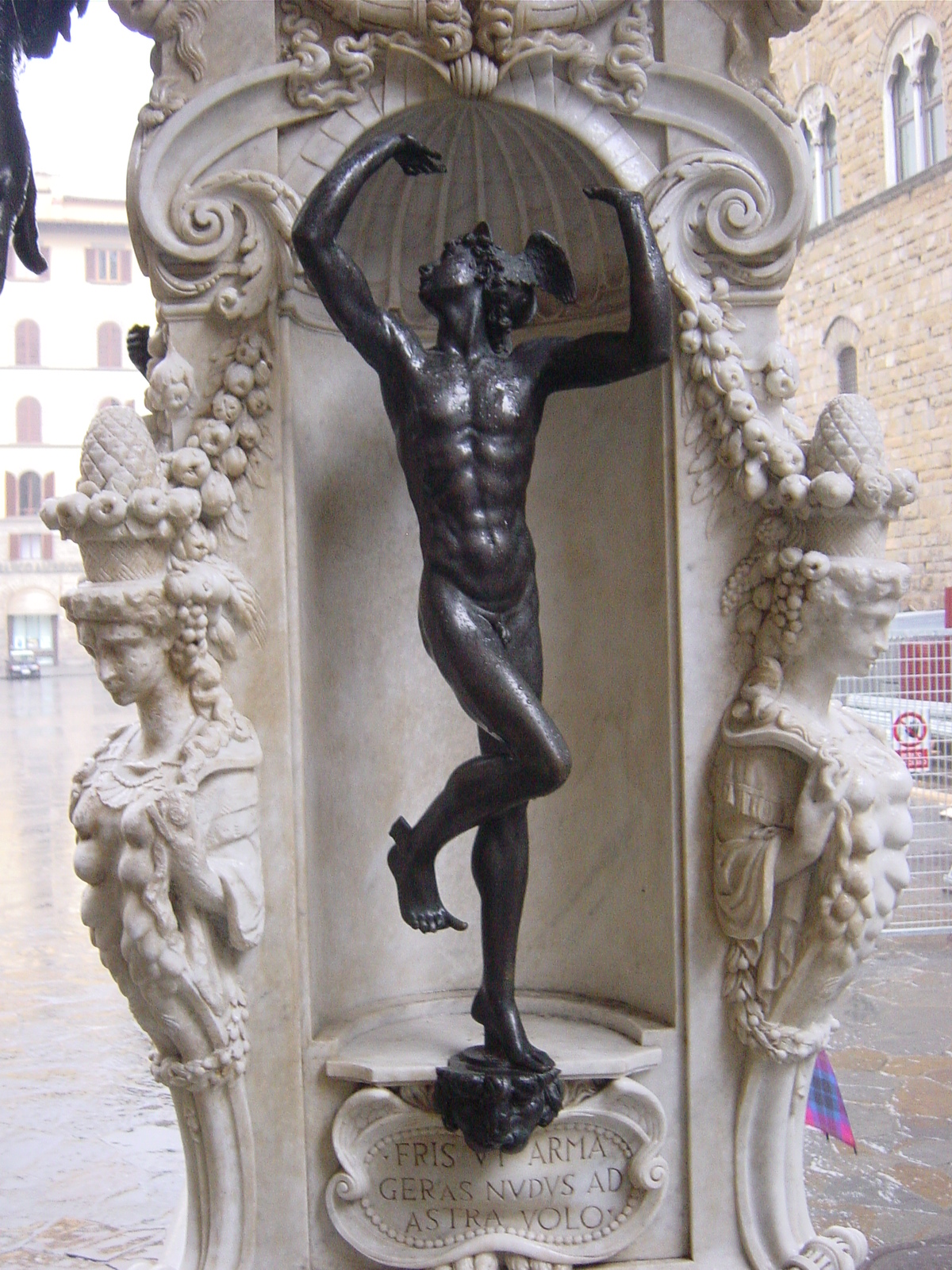
Mercurio
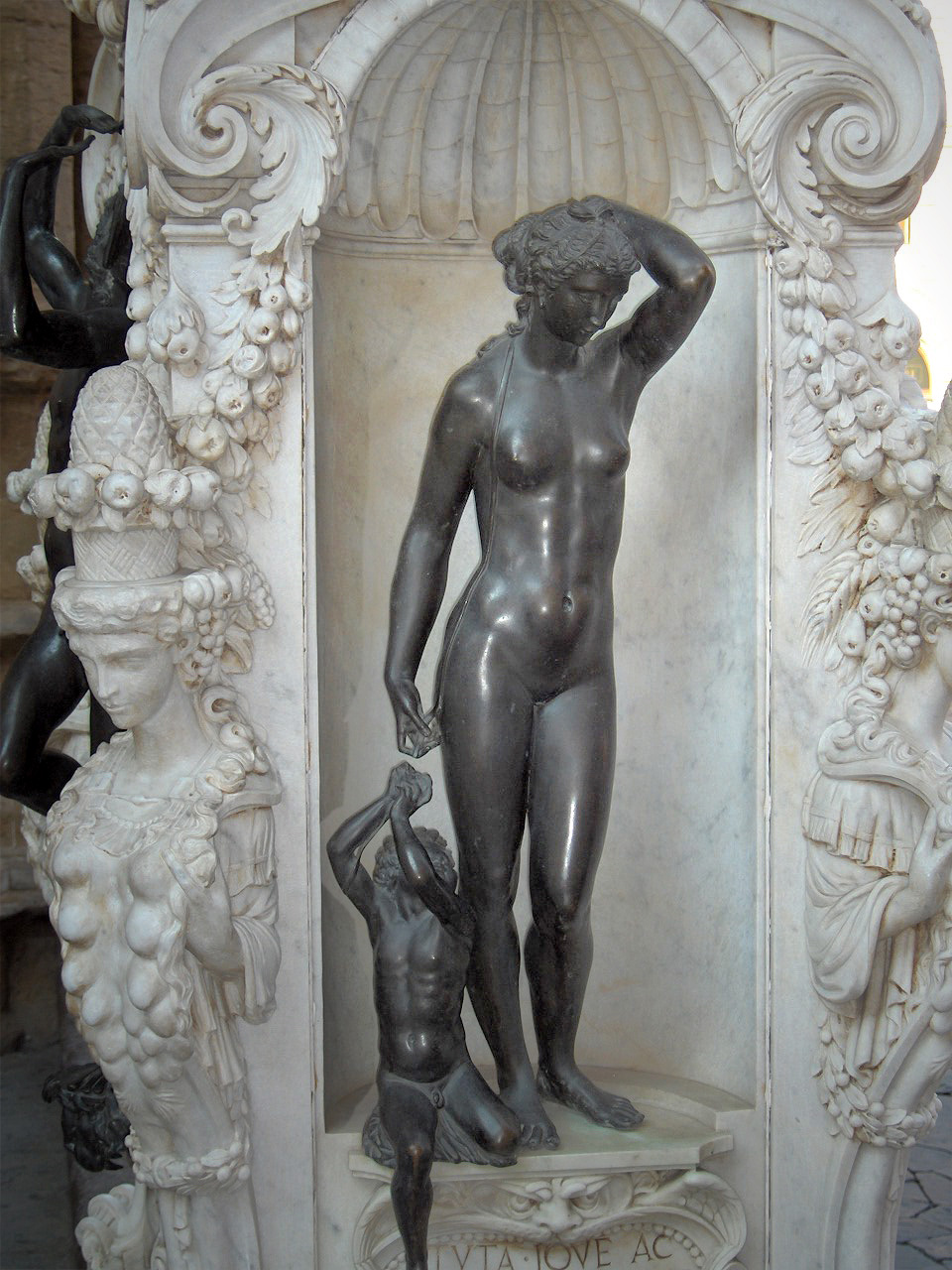
Dánae y su hijo Perseo
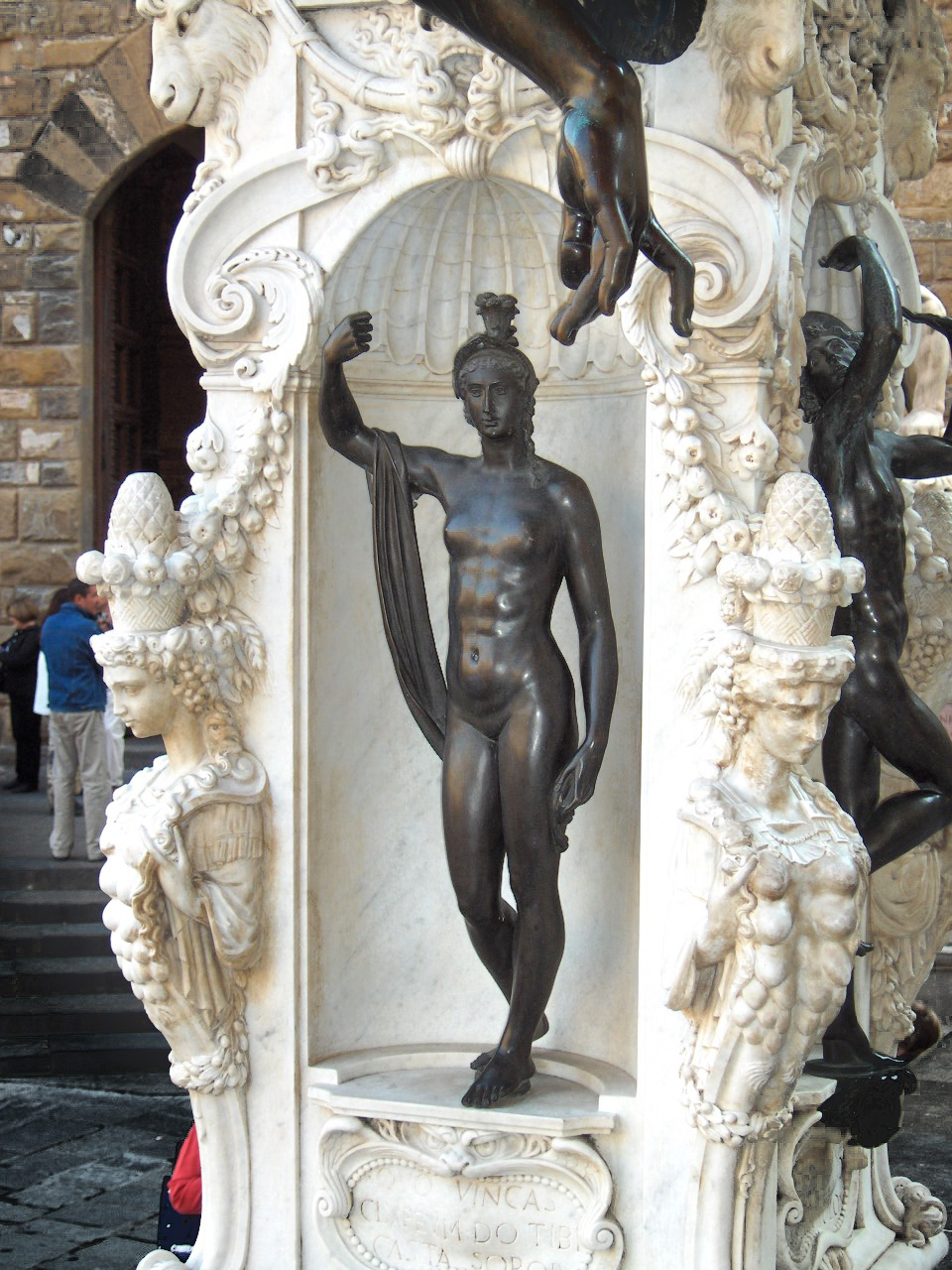
Minerva
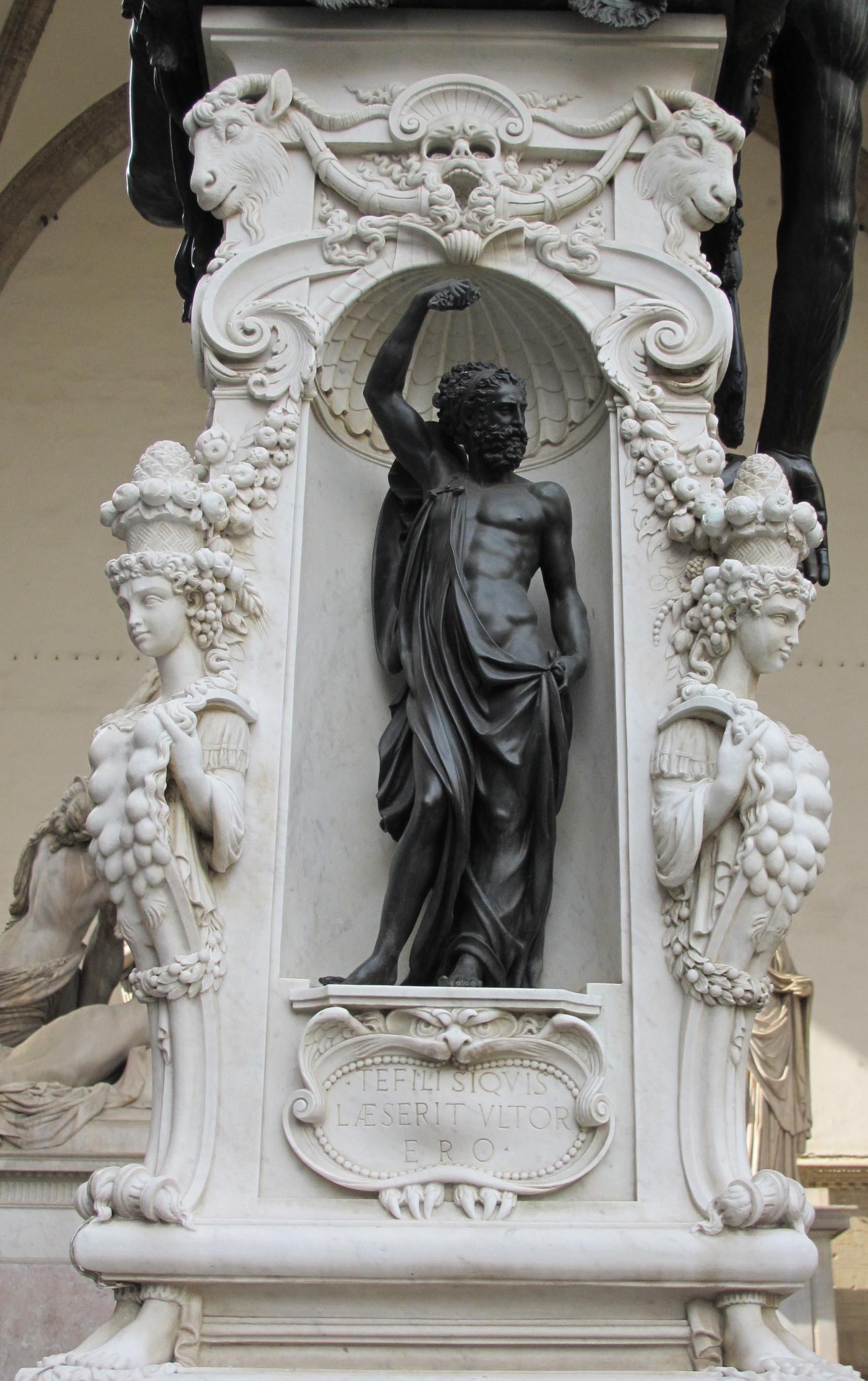
Júpiter

## Réplica

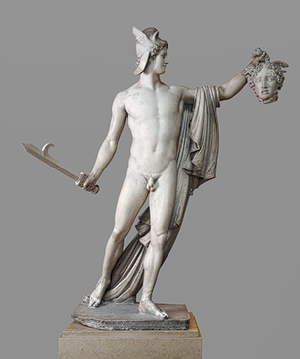
Perseo triunfante de Antonio Canova (1804- 1806).

En el centro del Balcón encima de la sala del Metropolitan Museum of Art se halla el Perseo con la cabeza de Medusa tallado en mármol por Antonio Canova en 1804-1806. A diferencia de la obra manierista original, este Perseo neoclásico lleva un manto en el costado, colgando del brazo, y parece ser más robusto corporalmente. Mantiene una expresión tranquila a diferencia de la obra de Cellini. En la mano izquierda Perseo sostiene por los cabellos la cabeza cortada pero sin sangre de la Gorgona y en la derecha, la espada corta con la que la decapitó. 
En 2003 la obra fue trasladada a las galerías dedicadas a la escultura, para dejar de formar una de las piezas del Metropolitan Museum of Art.